# Virgile Bruni
Pour les articles homonymes, voir Bruni.

a Compétitions nationales et continentales officielles uniquement.

b Matchs officiels uniquement.
Dernière mise à jour le 10 mars 2022.
Virgile Bruni, né le 6 février 1989 à Toulon, est un joueur français de rugby à XV qui évolue au poste de troisième ligne aile. Après s'être révélé au RC Toulon entre 2012 et 2016, il évolue au Lyon OU entre 2016 et 2021.
Avec le Rugby club toulonnais, il remporte deux Coupes d'Europe en 2014 et 2015 et un championnat de France en 2014.

## Biographie

### RC Toulon
Virgile Bruni débute avec le club de l'Union sportive du Mourillon avant de rejoindre le centre de formation du RC Toulon en 2005. Il avait été préalablement repéré par le RCT lors d'une confrontation entre l'US Mourillon et l'équipe des cadets du RCT, affichant ce jour-là, une prestation de haut-rang. Il débute avec l'équipe première lors de la 7e journée de TOP 14 de la saison 2012-2013 à Toulouse, s'inclinant sur le score de 32 à 9. Il finit la première saison pro sur un titre de Champion d'Europe en H Cup, s'imposant contre l'ASM Clermont Auvergne sur le score de 15 à 16. 
Il marque son premier essai en Top 14 lors de la 25e journée opposant l'USA Perpignan au RC Toulon en 2014. Il est appelé pour la première fois parmi les trente Français au stage de préparation du XV de France  pour le Tournoi des Six Nations,. Il finit sa saison en trombe sur un doublé H Cup-Top 14. Il marque son deuxième essai le 23 août 2014 face à La Rochelle.
En juin 2015, il est sélectionné dans l'équipe des Barbarians français pour participer à la tournée en Argentine et affronter les Pumas,. Il remporte la même année son troisième titre de champion d’Europe avec le RCT. Lors de la saison 2014-2015, il marquera le deuxième essai de sa carrière face à La Rochelle.
Le 21 janvier 2016, il est sélectionné pour participer aux tournois de Wellington et Sydney avec l'équipe de France de rugby à sept où il marquera d'ailleurs son premier essai en bleu. La même année, il s'incline en finale du Top 14 contre le Racing 92 dans un match délocalisé au Camp Nou pour l'occasion.

### Lyon OU

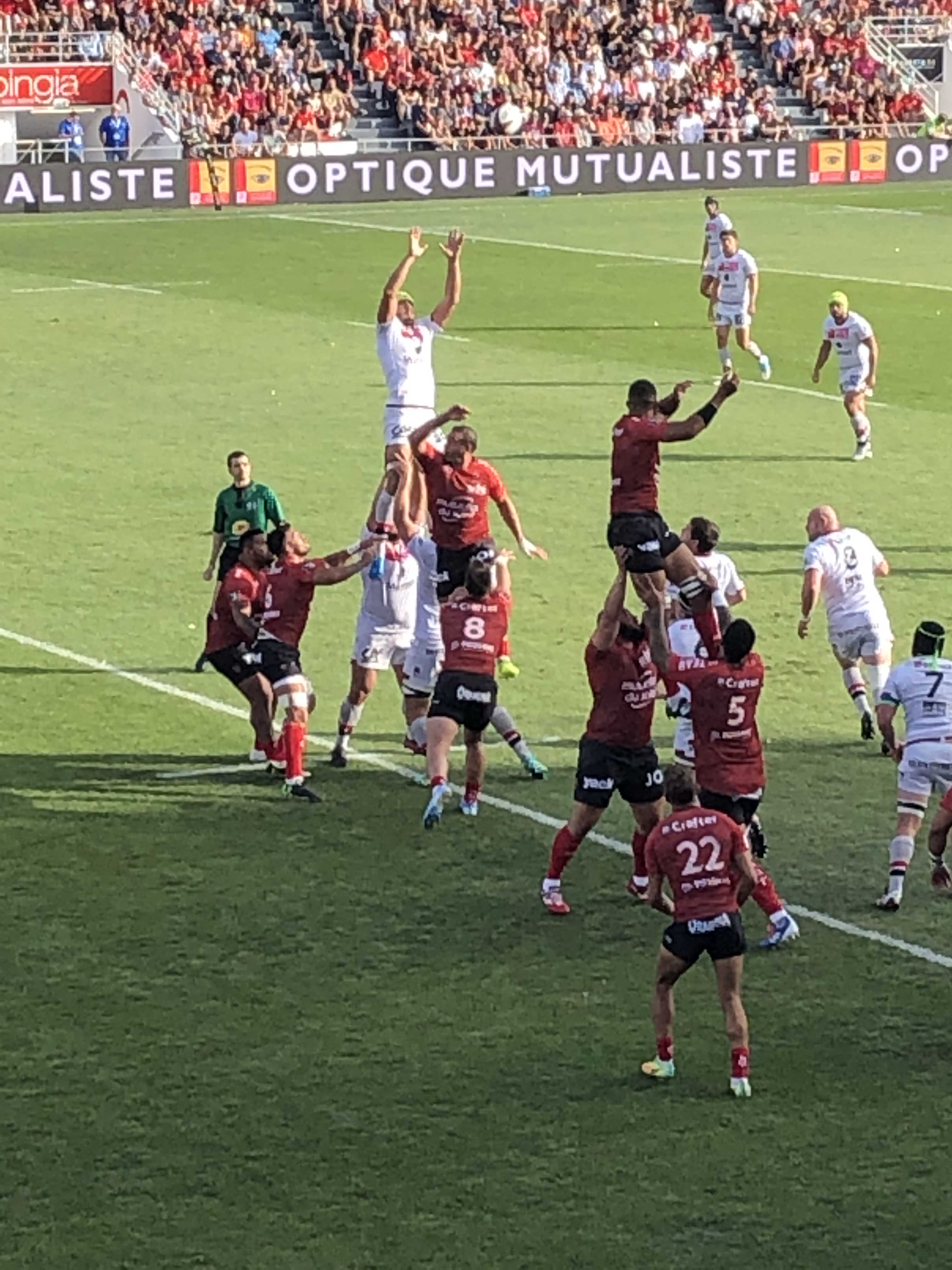
Virgile Bruni (avec un casque jaune) jouant une touche avec le LOU face au RCT le 7 9 2019.

Le 1er juillet 2016, il signe un contrat au Lyon olympique universitaire et marquera son premier essai sous ses nouvelles couleurs lors du match face à Grenoble le 3 septembre 2016. Le 13 octobre 2017, il marque son premier essai européen lors des phases de poules de l'European Rugb Challenge Cup face aux Cardiff Blues. Il se blesse le 27 novembre 2017 lors d'une rencontre opposant le LOU au Stade toulousain (défaite 17-9) à la 22e minute et est écarté des terrains jusqu'à la fin de la saison à cause d'une rupture du ligament croisé du genou gauche,. 
Lors d'un entrainement délocalisé à Givors, le 10 octobre 2016 il se rompt partiellement le tendon du quadriceps, s'en suivra une déchirure du mollet lors d'une tentative de reprise.  Malgré sa blessure mais avec la confiance de son manager et de son président, il se voit offrir une prolongation de deux années supplémentaire le 1er mars 2018,.
Après un retour repoussé à plusieurs reprises, il retourne finalement sur les terrains le 17 mars 2019 face au Stade toulousain (défaite 53-21). Il marquera son quatrième essai de sa carrière en Top 14 le 27 avril 2019 face à Agen lors de la 23e journée de championnat.
En 2021, après une saison blanche avec le LOU, il est contraint d'arrêter sa carrière à la suite de plusieurs blessures aux ischio-jambiers.

### Fin de carrière
Virgile Bruni est maintenant gérant d'une pizzeria sur les plages du Mourillon à Toulon. Il intègre le staff sportif du Rugby Club Toulonnais en 2024. 

## Palmarès
Avec le RC Toulon :
- Championnat de France Reichel :
  - Vainqueur (1) : 2010.

- Championnat de France Espoirs :
  - Finaliste (1) : 2011.

- Championnat de France (Top 14) :
  - Vainqueur (1) : 2014 ;
  - Finaliste (2) : 2013, 2016.

- Coupe d'Europe :
  - Vainqueur (2) : 2014, 2015.